# Apistogramma erythrura
Apistogramma erythrura är en fiskart som beskrevs av Wolfgang Staeck och Anton Karl Schindler 2008. Apistogramma erythrura ingår i släktet Apistogramma och familjen Cichlidae. Inga underarter finns listade i Catalogue of Life.